# Julián Quintanilla
Julián Quintanilla (n. Badajoz; 1975), autor y director teatral, escritor, compositor, guionista y director de cine español. 
Hexanieto del pintor Zacarías González Velázquez y heptanieto de Antonio González Velázquez, pintor de las cúpulas de la Santa Capilla de la Catedral-basílica de Nuestra Señora del Pilar de Zaragoza, ambos directores de la Real Academia de Bellas Artes de San Fernando.

## Biografía
Se forma como director de escena en la Real Escuela Superior de Arte Dramático de Madrid (RESAD) y como guionista en el Conservatorio Europeo de Escritura Audiovisual (CEEA): la escuela de guionistas de París, siendo el primer y único español admitido de la historia. Es licenciado en Cine por la Universidad de París 8.
Dirigió Entre aquí y allá (lo que dura un paseo), escrita en 1998 por Andrea Jiménez, y que se estrenó en el 2000 en la Real Escuela Superior de Arte Dramático de Madrid.
En 2016 se estrena su mediometraje El Mundo Entero, protagonizado por Loles León que interpreta a La Chary, fallecida madre del realizador. En 2017, fue cualificado para competir en los Premios Óscar dentro de la categoría de cortometraje. Asimismo fue nombrado Candidato a los Premios Goya de 2018 por la Academia de las Artes y las Ciencias Cinematográficas de España. En 2020, durante el confinamiento, el mediometraje se hace viral en redes sociales y una de sus escenas alcanza los 100 millones de reproducciones, de lo cual se hace eco el diario El País.
En 2020 publica su primera novela La Vida Entera, que se convierte en un best seller de forma inmediata. Para la promoción de la novela, compone la letra y la música de la canción 'Fandanguito de La Chary' la cual es grabada por Falete con gran repercusión mediática.
Empezó su carrera en el teatro, donde ha sido ayudante de dirección de José María Flotats, Gerardo Vera, Ernesto Caballero, Luis Olmos, Jaime Chávarri y Tomaz Pandur. También ha sido adjunto a la dirección artística en el Centro Dramático Nacional.[cita requerida]
Ha dirigido diversos espectáculos como Tálem de Sergi Belbel o Elsa Schneider, del mismo autor. En 2012 dirige la obra Guillermito y los niños, ¡a comer!, un monólogo de Guillaume Gallienne protagonizado por Secun de la Rosa estrenado en el Teatro Lara de Madrid, con gran éxito de crítica y público. También en 2012, dirige la comedia El gran día de la madre, obra en la que comparte autoría con José Ignacio Valenzuela y que se representa en el Teatro San Ginés de Santiago de Chile, protagonizada por Teresita Reyes, Paola Troncoso e Ingrid Parra. Dicha obra se estrena en 2018 en una nueva producción del Aurora Theater, USA.
Su obra teatral El santo prepucio causó escándalo en Ecuador, cuando el ayuntamiento de Samborondón decidió cerrar el teatro donde se representaba, por medio de la censura. Quintanilla viajó a Ecuador e inició una campaña contra la censura en el arte: el teatro fue reabierto y la obra volvió a subir a escena.
Realiza la versión española de la comedia francesa Toc Toc, original de Laurent Baffie, que permanece en cartel ininterrumpidamente durante diez temporadas en el Teatro Príncipe-Gran Vía de Madrid, en España, y en el Multiteatro de la calle Corrientes de Buenos Aires, en Argentina. Dicha versión se estrena en Miami en 2012, protagonizada por Carlos Mata, además de en otros 17 países como Argentina, México, Venezuela, Colombia, Chile, Perú, Uruguay, Paraguay, Panamá, Ecuador, Costa Rica, El Salvador, República Dominicana, Bolivia, Puerto Rico, Italia y en varios estados de USA.
En 2019 se anuncia que Norma Aleandro protagonizará en Argentina el estreno mundial de su obra teatral Mi abuela, la loca, basada en la novela homónima de José Ignacio Valenzuela.
En 2021 se anuncia el estreno de su comedia Hongos, protagonizada por Carmen Alcayde.
En 2014, María Luisa Merlo protagonizó en España su versión de la obra Locos por el té, Premio Molière 2012, en el Teatro Alcázar de Madrid.
En 2015, Susana Alexander protagonizó en México su versión de la obra Locos por el té, permaneciendo 2 años en cartel.
En 2017, Ana Obregón protagonizó en España su versión de la obra El contador del amor, Premio Molière 2010.
En 2024, el Teatro Nacional de Panamá estrena su comedia El gran día de la madre, dirigida por César Robles.
Fue elegido pregonero del Carnaval de Badajoz de 2017, junto a Loles León.
Ha sido galardonado con el Premio Avuelapluma de Cine, galardón de las artes en Extremadura.

## Filmografía
Ha realizado un mediometraje y dos cortometrajes producidos por su productora El Hijo La Chary PC:
- En 2016, el mediometraje El Mundo Entero, protagonizado por Loles León. Ganador de 44 premios, candidato al Goya y cualificado para los Oscars.[16][17]
- En 2004, el cortometraje Implicación, protagonizado por Loles León y Antonio Valero.
- En 2006, el cortometraje No pasa nada, protagonizado por María Isasi y Amparo Valle. Obtuvo la mención especial del jurado en el XXVII festival de cine de Cergy-Pontoise (Francia).[18]

## Premios y nominaciones
| Obra            | Festival                                 | Premio                      | Año  |
| --------------- | ---------------------------------------- | --------------------------- | ---- |
| El Mundo Entero | Festival Internacional de Cleveland      | Best Live Action Short Film | 2017 |
| El Mundo Entero | Festival Internacional de Cine de Huesca | Premio del público          | 2017 |
| El Mundo Entero | Festival Internacional de Cine de Lebu   | Premio de la prensa         | 2017 |
| El Mundo Entero | Festival de Cine de Islantilla           | Premio del público          | 2017 |

## Obras teatrales
- Hongos, comedia original, estrenada en España en 2021.
- Mi abuela, la loca, obra teatral basada en la novela homónima de José Ignacio Valenzuela.
- El gran día de la madre, coautor junto a José Ignacio Valenzuela, estrenada en 2012.
- El santo prepucio, coautor junto a José Ignacio Valenzuela, estrenada en 2015. Representada en Miami (USA), Venezuela, Ecuador y Perú.

## Adaptaciones teatrales
Obras francesas:
- Toc Toc, de Laurent Baffie.
- Cónyuges, de Eric Assous.
- Los bonobos, de Laurent Baffie.
- La jaula de las locas, de Jean Porier.
- El contador del amor, de Eric Assous. Premio Molìere 2010 al mejor autor.
- Conejillos de india, de Sébastien Thiéry. Premio Molìere 2009 a la mejor comedia.
- Locos por el té, de Patrick Haudecoeur. Premio Molìere 2011 a la mejor comedia.
- Guillermito y los niños, ¡a comer!, de Guillaume Gallienne. Premio Molìere 2010 al espectáculo revelación.

Obras inglesas:
- El espíritu burlón, de Noël Coward.
- Juegos Siniestros, de Anthony Shaffer.